# Marco Parolo
Marco Parolo (Gallarate, 1985. január 25. –) válogatott olasz labdarúgó.

### Klubcsapatban
2004–05-ben a Como, 2005 és 2007 között a Pistoiese, 2007–08-ban a Foligno, 2008–09-ben a Verona labdarúgója volt. 2009 és 2012 között a Cesena, 2012 és 2014 között a Parma csapatában szerepelt. 2014 óta a Lazio játékosa. A Lazióval egy olaszkupa- és kettő szuperkupa-győzelmet ért el.

### A válogatottban
2011 óta 36 alkalommal szerepelt az olasz válogatottban. A válogatott csapattal egy-egy világbajnokságon (2014 és Európa-bajnokságon (2016) vett részt.

## Sikerei, díjai
Lazio
- Olasz kupa
  - győztes: 2019
  - döntős: 2015
- Olasz szuperkupa
  - győztes (2): 2017, 2019
  - döntős: 2015